# 리얼 그룹

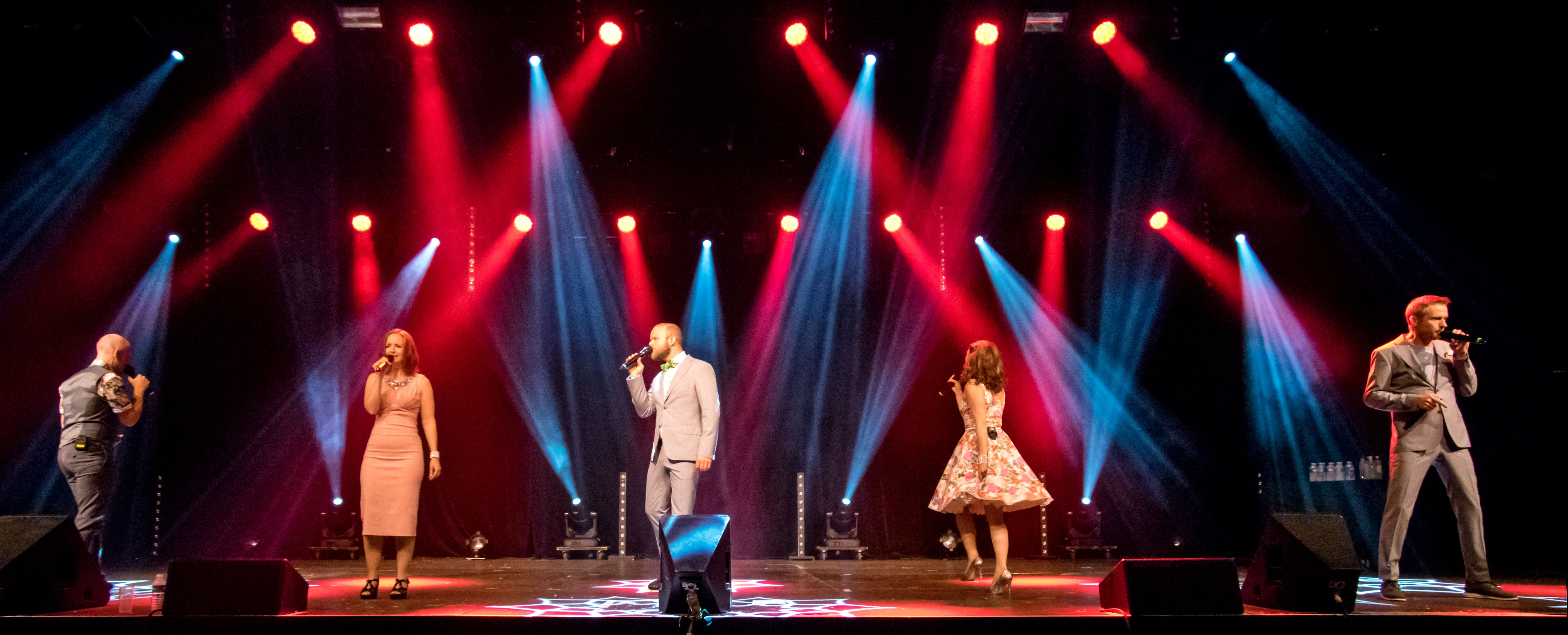
텐트 뮤직 페스티벌 2016 프라이 부르크, 독일

더 리얼 그룹(The Real Group)은 스웨덴 출신의 혼성 5인조 재즈 아카펠라 음악 그룹이다.
그들이 공연하는 대부분의 곡은 멤버들이 작곡하거나 편곡하였다. 녹음된 노래들의 많은 부분은 영어로, 나머지는 거의 전적으로 스웨덴어로 불렸다.

## 역사
더 리얼 그룹은 1984년 스웨덴 왕립음악원 출신들로 구성되었다. 첫 내한 공연은 2001년 9월 11일 예술의전당 콘서트홀에서 가졌는데, 보기 드문 환호에 이들은 "여러분은 생애 최고의 청중"이라며 화답했다.
2002년, 2002년 FIFA 월드컵 오프닝 행사에서 공연하였으며, 2003년 앨범 The Real Thing에는 대한민국의 영화 해적, 디스코왕 되다의 OST로 만든 곡 Song from the Snow를 넣었다. 2005년에 발표한 앨범 In the Middle of Life는 대한민국에서 발매된 앨범에만 있는 곡이 두 곡 있다. 2011년 9월 내한공연을 하고 그에 관련된 영상 'Arirang'을 유튜브에 올려놓았다.

### 멤버/음역대
- 엠마 닐스도터(Emma Nilsdotter) : 소프라노 (음역자료 없음, 요한나를 대신하여 2008년 합류)
- 카타리나 헨리슨(Katarina Henryson) : 알토 1964년생 (D below middle C up to high C)
- 앤더스 에덴로스(Anders Edenroth) : 카운터테너/테너 1963년생 (From C below middle C up to A below high C)
- 모튼 빈터 쇠렌센(Morten Vinther Sørensen) : 테너/바리톤 (음역자료 없음, 페더를 대신하여 2010년 합류)
- 앤더스 얄케우스(Anders Jalkéus) : 베이스 1962년생 (From contra A up to G above middle C)

### 이전 멤버/음역대
- 요한나 나이스트롬(Johanna Nyström) : 소프라노 (음역자료 없음), 마르가레타를 대신하여 2006년 합류, 2008년 탈퇴
- 마르가레타 벵츤(Margareta Bengtson) : 소프라노 1966년생 (From F below middle C up to G above high C), 2006년 솔로로 독립
- 페더 칼슨(Peder Karlsson) : 테너/바리톤 1963년생 (From low E up to C above middle C), 2010년 교육 및 인재 양성을 위해 The Real Academy로 이전

## 음반
| 발매년도        | 앨범제목                                 |
| 1987년          | Debut                                    |
| 1989년          | Nothing But the Real Group               |
| 1991년          | Röster                                   |
| 1994년          | Varför får man inte bara vara som man är |
| 1995년          | Unreal                                   |
| 1996년          | Ori:ginal                                |
| 1996년 3월 19일 | Live in Stockholm                        |
| 1997년          | En riktig jul                            |
| 1998년          | One for All                              |
| 2000년          | Commonly Unique                          |
| 2001년          | Allt det bästa                           |
| 2002년          | Stämning                                 |
| 2002년 9월 26일 | The Best - Tour Souvenir Album           |
| 2003년          | Julen er her                             |
| 2003년 6월 12일 | The Real Thing                           |
| 2005년          | In the Middle of Life                    |
| 2008년 6월 25일 | Håll musiken i gång                      |
| 2009년 9월 16일 | The Real Album                           |